# سیتو ریرا
سیتو ریرا (انگلیسی: Sito Riera؛ زادهٔ ۵ ژانویهٔ ۱۹۸۷) بازیکن فوتبال اهل اسپانیا است.
از باشگاه‌هایی که در آن بازی کرده‌است می‌توان به باشگاه فوتبال غیرت، باشگاه فوتبال اسپانیول، باشگاه فوتبال بارسلونا سی، باشگاه فوتبال پانیونیوس، باشگاه فوتبال شلاسک وروتسواف، باشگاه فوتبال بارسلونا بی، باشگاه فوتبال چورنومورتس اودسا، و باشگاه فوتبال بارسلونا اشاره کرد.